# Watas
Watas is een bestuurslaag in het regentschap Lampung Barat van de provincie Lampung, Indonesië. Watas telt 2002 inwoners (volkstelling 2010).